# Джастін Шунефелд
Джастін Шунефелд (13 серпня 1998 , Лоренсберг ) — американський фристайліст, фахівець із лижної акробатики, олімпійський чемпіон 2022 року.

## Спортивні результати

### Олімпійські ігри
| Рік  | Місто        | Акробатика | Змішана команда |
| ---- | ------------ | ---------- | --------------- |
| 2022 | Пекін, Китай | —          | 1               |

### Чемпіонат світу
| Рік  | Місто             | Акробатика | Змішана команда |
| ---- | ----------------- | ---------- | --------------- |
| 2021 | Алмати, Казахстан | 17         | —               |

### Кубок світу
| Сезон   | Дата           | Місце проведення  | Дисципліна      | Місце |
| ------- | -------------- | ----------------- | --------------- | ----- |
| 2019-20 | 22 лютого 2020 | Раубичі, Білорусь | акробатика      | 1     |
| 2020-21 | 6 лютого 2021  | Дір-Веллі, США    | акробатика      | 2     |
| 2021-22 | 11 грудня 2021 | Рука, Фінляндія   | змішана команда | 2     |